# Józef Simmler

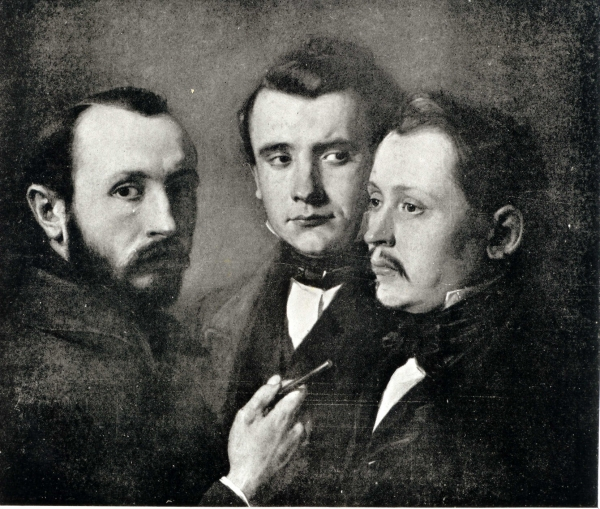
Chân dung của Józef Simmler (trái) và các anh em (khoảng năm 1850)

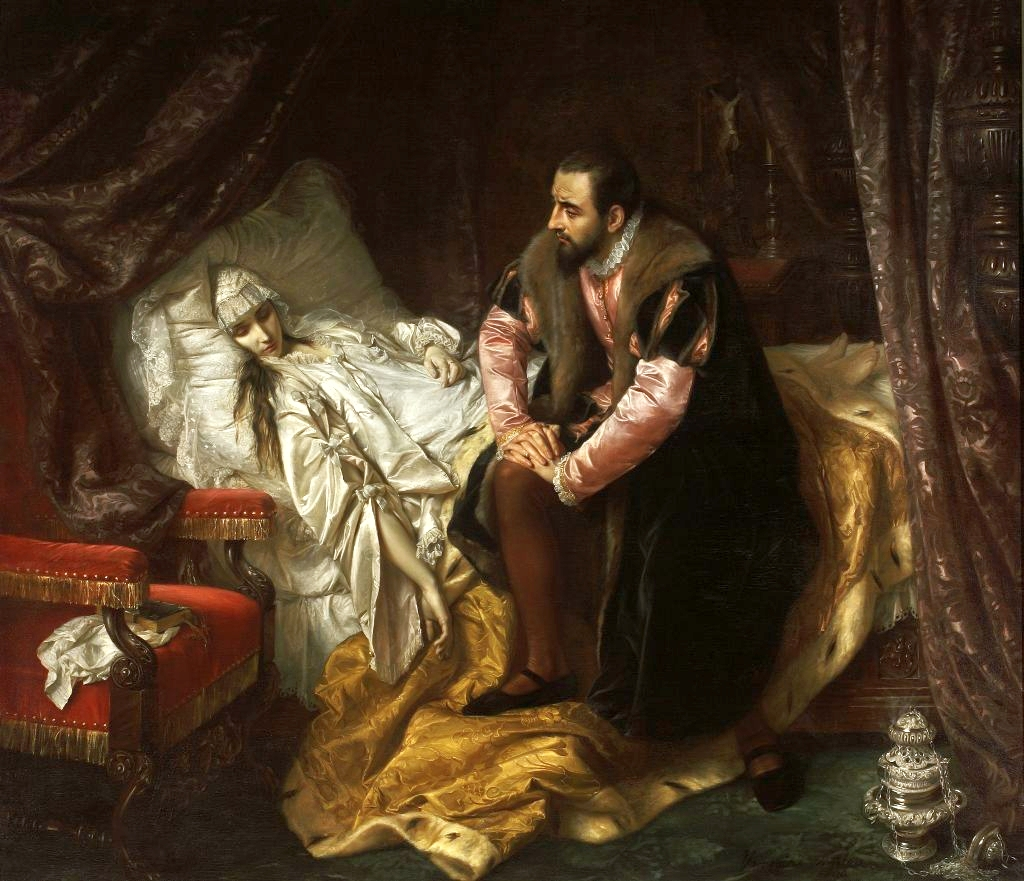
Sự qua đời của Barbara Radziwillowna

Józef Simmler (sinh ngày 14 tháng 3 năm 1823 tại Warsaw - mất ngày 1 tháng 3 năm 1868 tại Warsaw) là một họa sĩ người Ba Lan nổi tiếng với phong cách cổ điển. Các tác phẩm tranh của ông thường xoay quanh các chủ đề về Ba Lan.

## Tiểu sử
Józef Simmler sinh ra trong một gia đình người Đức giàu có theo đạo Tin lành. Nhờ điều kiện sung túc từ gia đình, ông có thể theo đuổi sở thích của mình ở các thành phố như Dresden, Munich và Paris.
Tác phẩm nổi tiếng nhất của Józef Simmler là "Sự qua đời của Barbara Radziwillowna" ("Śmierć Barbary Radziwiłłówny"). Đây là một bức tranh sơn dầu được ông vẽ vào năm 1860. Năm 1861, bức tranh này trở nên vô cùng nổi tiếng khi được Hiệp hội Xúc tiến Mỹ thuật ở Warsaw, một tổ chức mới thành lập với mục tiêu khuyến khích và quảng bá mỹ thuật và hội họa trong nước, đưa ra giới thiệu trong một triển lãm. Bức tranh hiện được treo ở Bảo tàng Quốc gia ở Warsaw. Những bức tranh nổi tiếng khác của ông là "Những người con của Vua Edward" (1847) và tranh chân dung "Nhà quý tộc và con vẹt" (1859).
Đóng góp lớn của Józef Simmler cho mỹ thuật Ba Lan là các tác phẩm tranh của ông thể hiện tính nhân đạo sâu sắc. Ông rất có năng khiếu vẽ tranh chân dung. Ông vẽ những trang phục thịnh hành ở Pháp nhằm tạo ra các tác phẩm giúp công chúng có cái nhìn về quá khứ. Tuy nhiên, những tác phẩm tranh của Józef Simmler không chỉ tái hiện lịch sử mà còn mang lại nhiều cảm giác - có sự cảm thông, có sợ hãi và có cả sự dịu dàng.
Anh rể của con gái ông là Eduard Strasburger, nhà thực vật học nổi tiếng người Đức gốc Ba Lan. Một trong những cháu trai của ông là Henryk Leon Strasburger, một đại biểu người Ba Lan tại Hội Quốc Liên.

## Tranh tiêu biểu

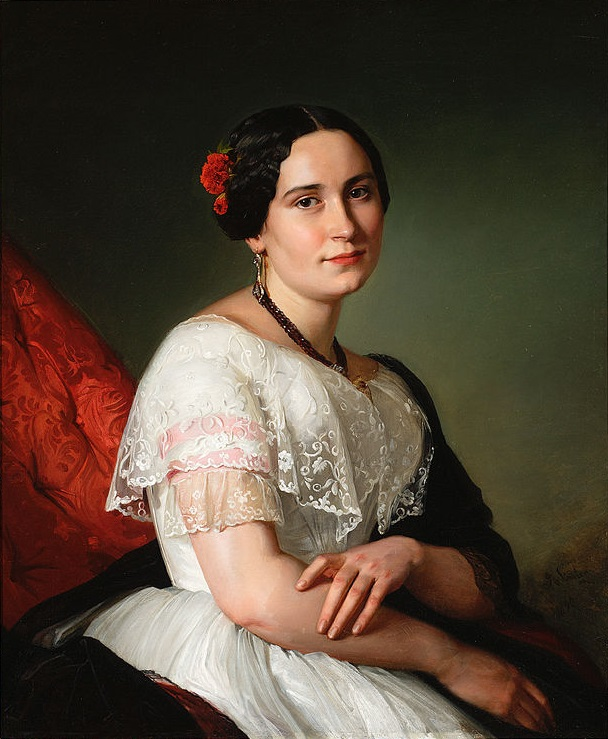
Chị của ông, Katarzyna Jahn
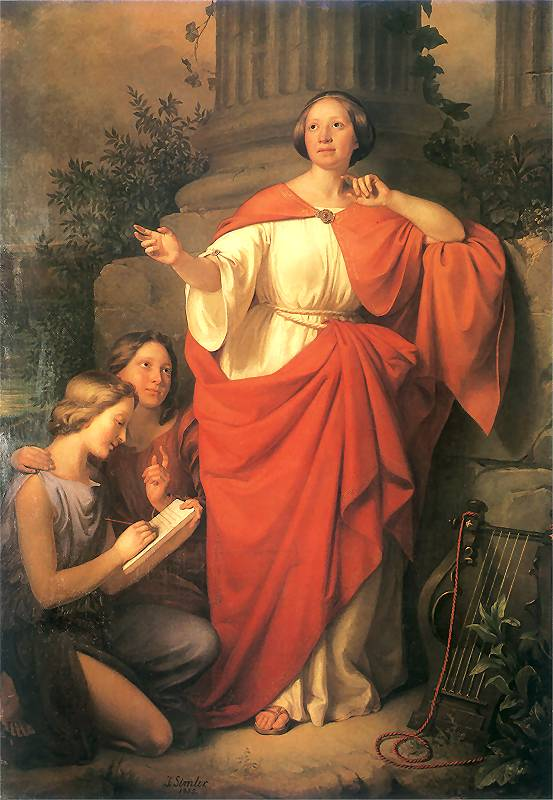
Jadwiga Łuszczewska
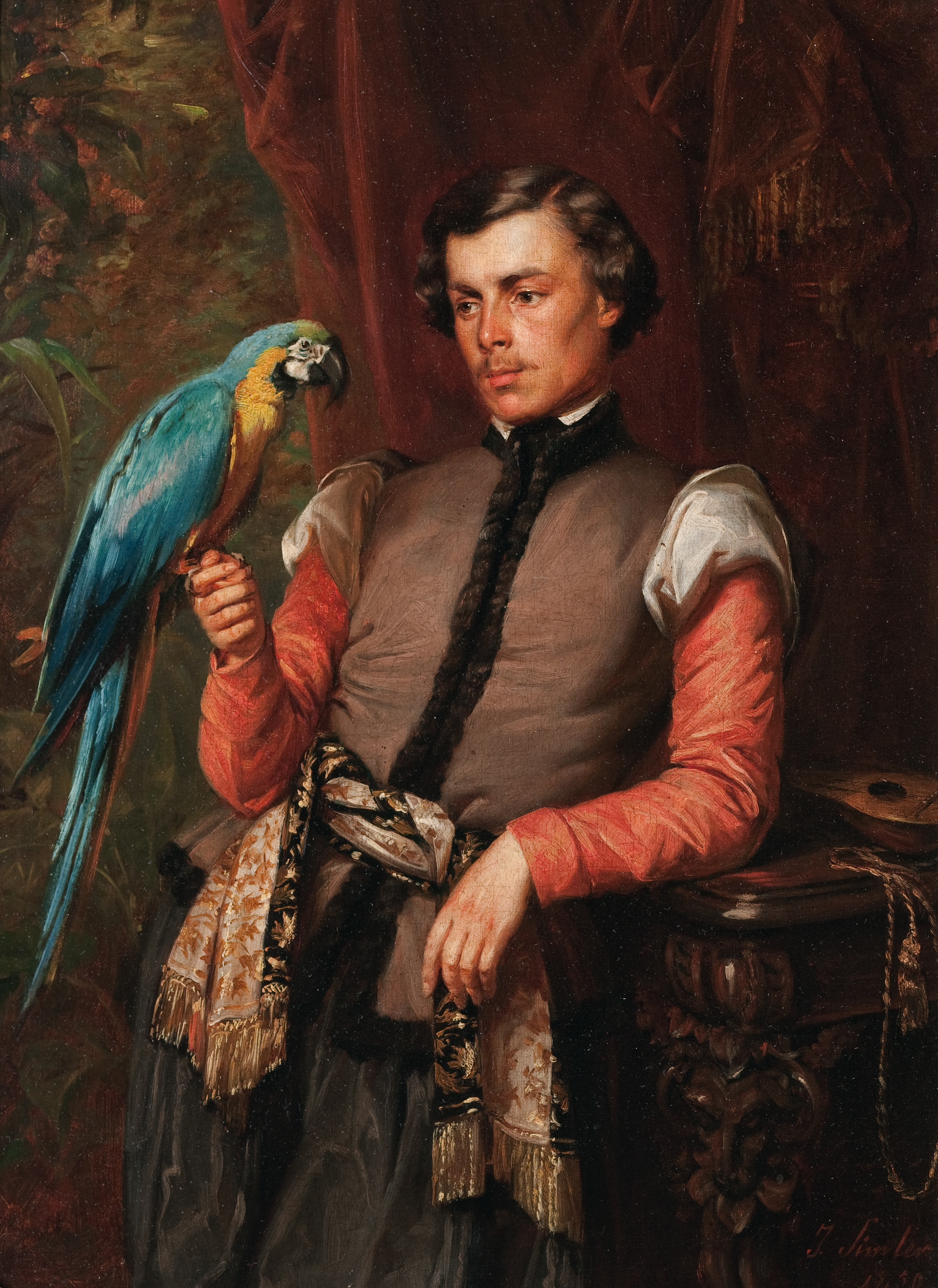
Nhà quý tộc và con vẹt
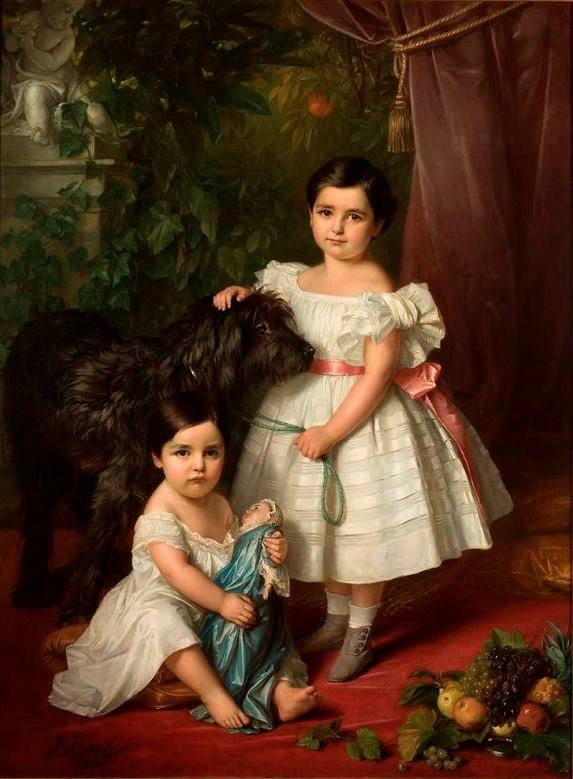
Chị em nhà Kronenberg